# 宇宙ネコ子
宇宙ネコ子（うちゅうネコこ）は、2012年に結成された日本のオルタナティブロックユニット。

## 経歴
初期メンバーはねむこ（山中ねむこ／vo）とタナベコウヘイ（田辺光平／b）の2人。
2014年、ゲストボーカルにラブリーサマーちゃんを迎え「宇宙ネコ子とラブリーサマーちゃん」を自主レーベルからリリース。
2016年、ラブリーサマーちゃん、入江陽、itoken(相対性理論)らをゲストに招き制作したアルバム「日々のあわ」でP-VINE RECORDSからデビュー。
結成当初は5人組のバンドとして活動していたが、ラブリーサマーちゃんとのコラボレーションシングルの発表を経てユニットの編成となった。。
2017年8月2日 kano加入
2017年11月28日 タナベコウヘイ脱退
イメージイラストやアートワーク全編を大島智子が手掛けている。

## ディスコグラフィー
- 宇宙ネコ子とラブリーサマーちゃん (2014年12月10日 LOOM-001 LOOM RECORDS)
- Summer Sunny Blue E.P (2016年8月3日 DIGITAL DGP-581 P-VINE RECORDS)
- 日々のあわ（2016年8月17日 PCD-93992 P-VINE RECORDS)
- Night Cruising Love / parks (2017年8月9日 DGP-628 P-VINE RECORDS)
- 君のように生きれたら (2019年4月24日 LOOM RECORDS)
- 日のあたる場所にきてよ (2021年9月28日 LOOM RECORDS)

### その他参加作品
- ラブリーサマーちゃん L.S.C 初回限定版 (2016年11月2日 VIZL-1023 SPEEDSTAR RECORDS)
- 大島智子 Less Than A4 (2017年11月29日 ディー・エル・イー パブリッシング)

## 出演

### ラジオ
- Mercedes-Benz MUSIC FACTORY（2016年9月3日、J-WAVE）[6]。